# 帕尔菲·久尔吉
帕尔菲·久尔吉（匈牙利語：Pálffy György，1909年9月16日—1949年9月24日），匈牙利共产党，匈牙利国防部反间谍局长。1949年被处以绞刑。1955年平反。1956年重新安葬。